# Блакитний хлопчик

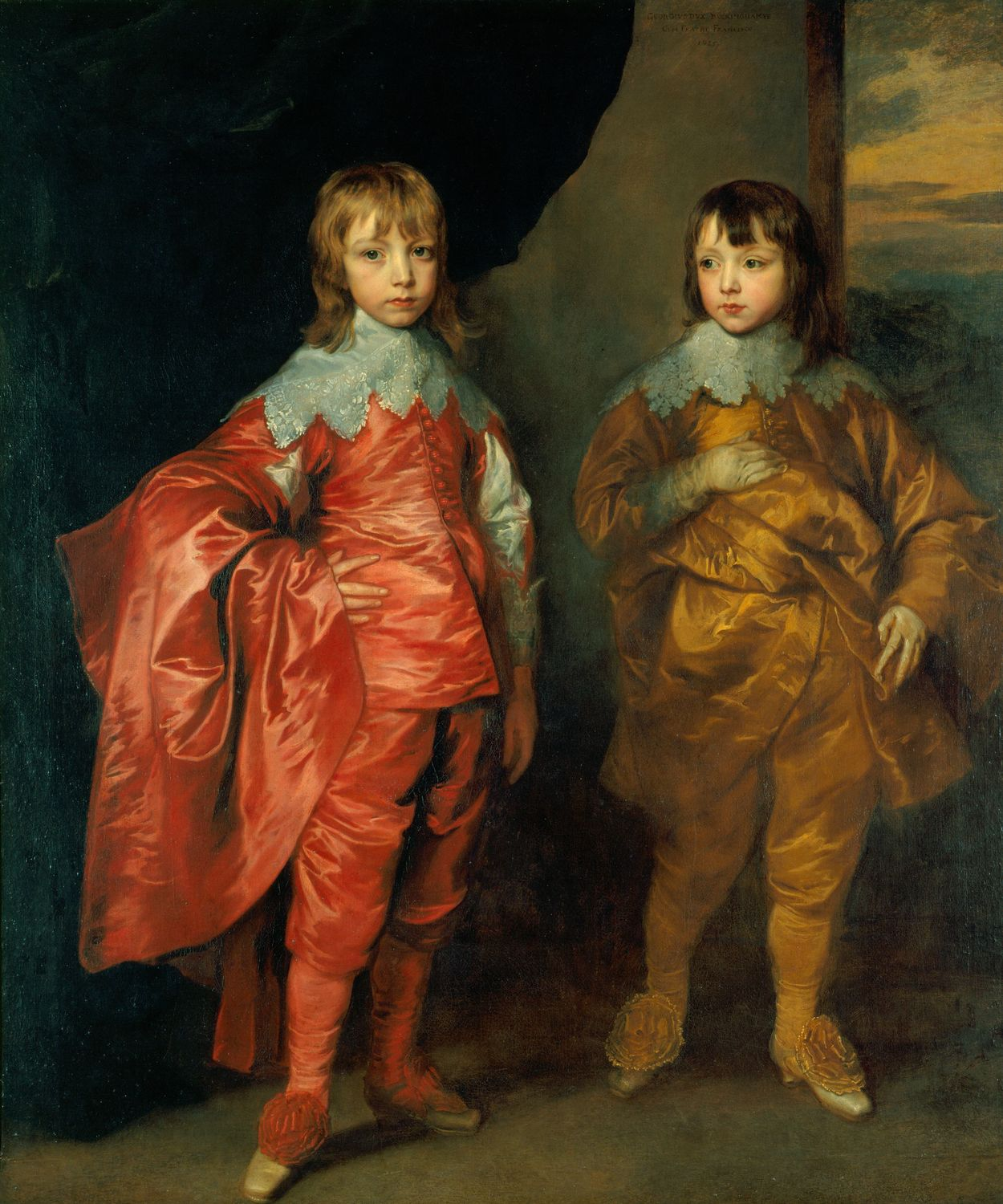
Антоніс ван Дейк. Портрет Джорджа Вільє, II герцога Букінгемського, 1635. Віндзор, Королівська колекція

«Блакитний хлопчик» або «Хлопчик у блакитному» (англ. The Blue Boy) — портрет англійського живописця Томаса Гейнсборо, написаний 1770 року.

## Опис
Томас Гейнсборо писав цей портрет в кінці 1769 або на початку 1770 року. Для портрета художникові позував 18-річний Джонатан Баттел (1752–1805), син торговця залізними товарами, якого Гейнсборо зумисно вбрав у аристократичний костюм блакитного кольору. Джонатан Баттл зображений у костюмі не сучасного йому XVIII, а початку XVII століття. Таким чином портрет є алюзією на портрет хлопчика в червоному барокового нідерландського художника Антоніса ван Дейка. 
Блакитний колір, збагачений тонкою грою рефлексів, створює яскраву гру кольорів. Спокійна й невимушена поза позбавлена афектації надає портрету реалістичності. Для портрета Блакитного хлопчика властивий головний прийом Гейнсборо — розчинення одного кольору в іншому за допомогою окремих мазків іншого тону, вкраплених в кольорову поверхню предметів. 
Вибір блакитного кольору для картини Гейнсборо пояснював бажанням довести своєму конкурентові художнику Джошуа Рейнольдсу, що цей колір може займати в картині центральне місце, що заперечував Рейнолдс.

## Власники
1796 року Баттел розорився, і його портрет пішов з молотка. Змінивши кількох власників (серед яких художник Джон Гоппнер), до 1809 році «Хлопчик у блакитному» став власністю родини Гросвенор, глава якої носить титул герцога Вестмінстера. Під час так званого «розпродажу Європи» по закінченні Першої світової війни, портрет у герцога через посередництво арт-дилера Джозефа Давіна придбав американський «залізничний король» Генрі Гантінгтон. Ціна угоди становила $728 тис. і на той момент вважалася рекордною.
Перед вивезенням за океан портрет експонувався в Лондонській Національній галереї, де його побачили не менше 90 000 осіб; а директор музею написав на звороті картини слова прощання від особи англійців. З 1928 року картина є одним з найцінніших експонатів колекції Гантингтонскої бібліотеки-музею в Каліфорнії.